# گندوانک
گندوانک (ارمنی: Գնդեվանք، انگلیسی: Gndevank) یک صومعه حواری ارمنی واقع در ۱۰ کیلومتری جنوبغرب جرموک، در استان وایوتس‌جور، ارمنستان می‌باشد. ساخت و ساز این ساختمان در سال ۹۳۶ میلادی به پایان رسید. این بنا به سبک معماری ارمنی طراحی شده‌است.

## نگارخانه

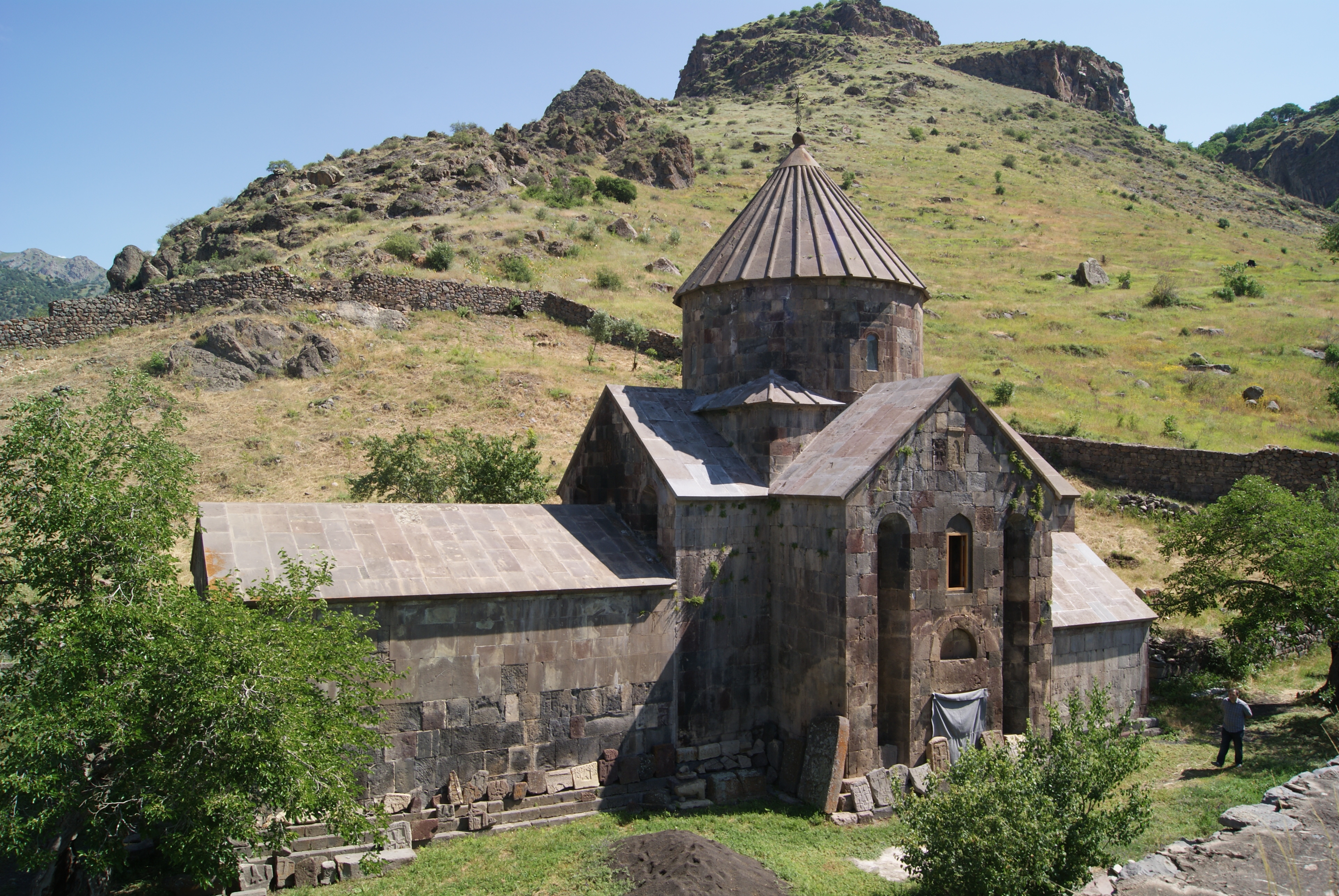
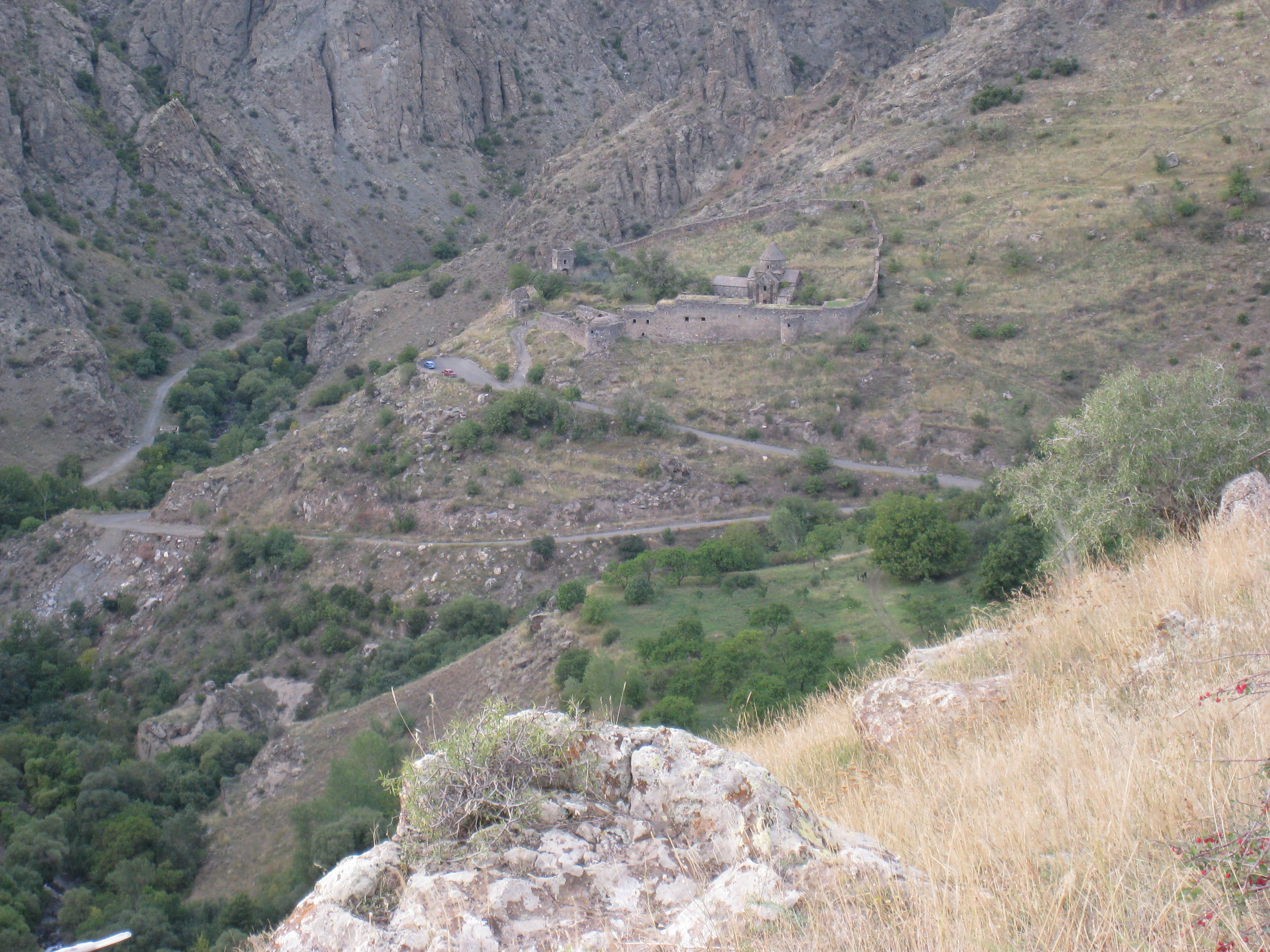
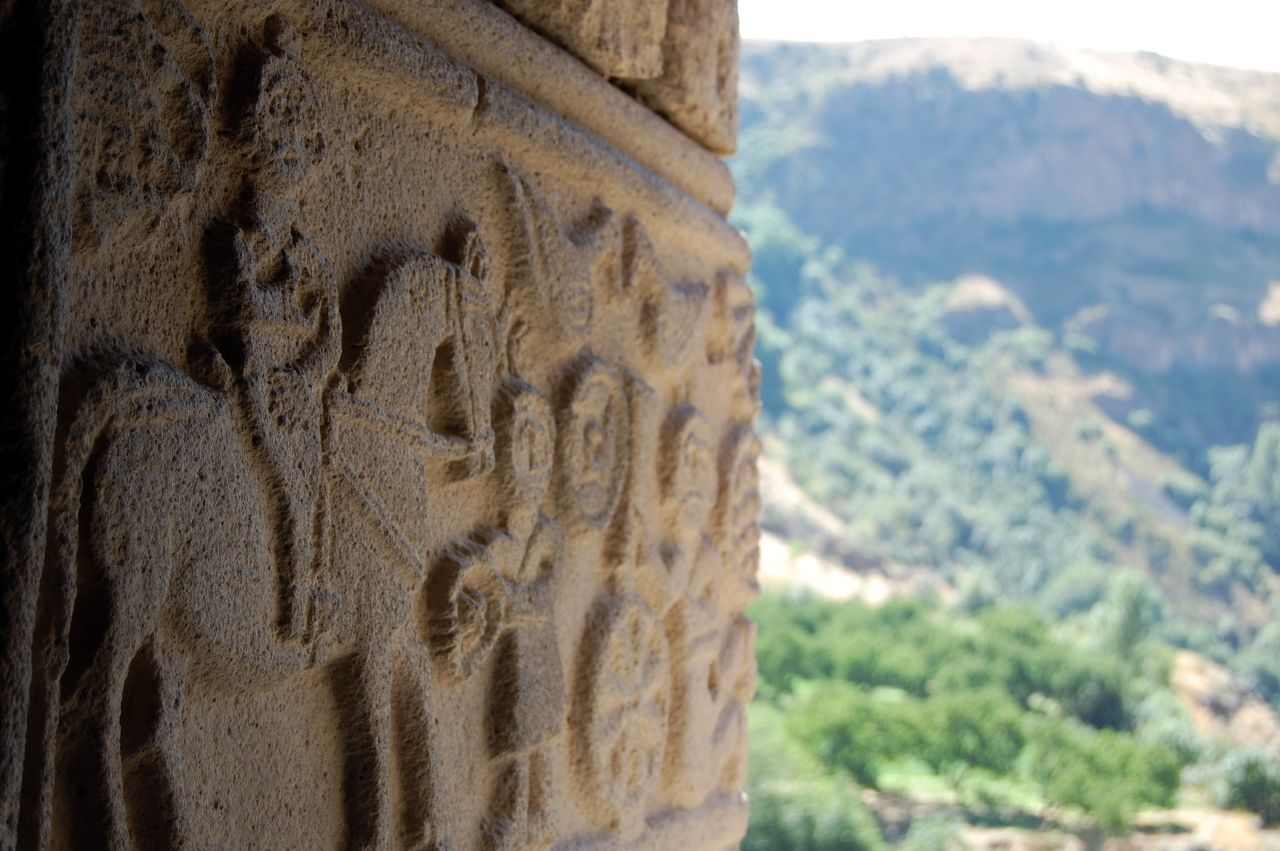
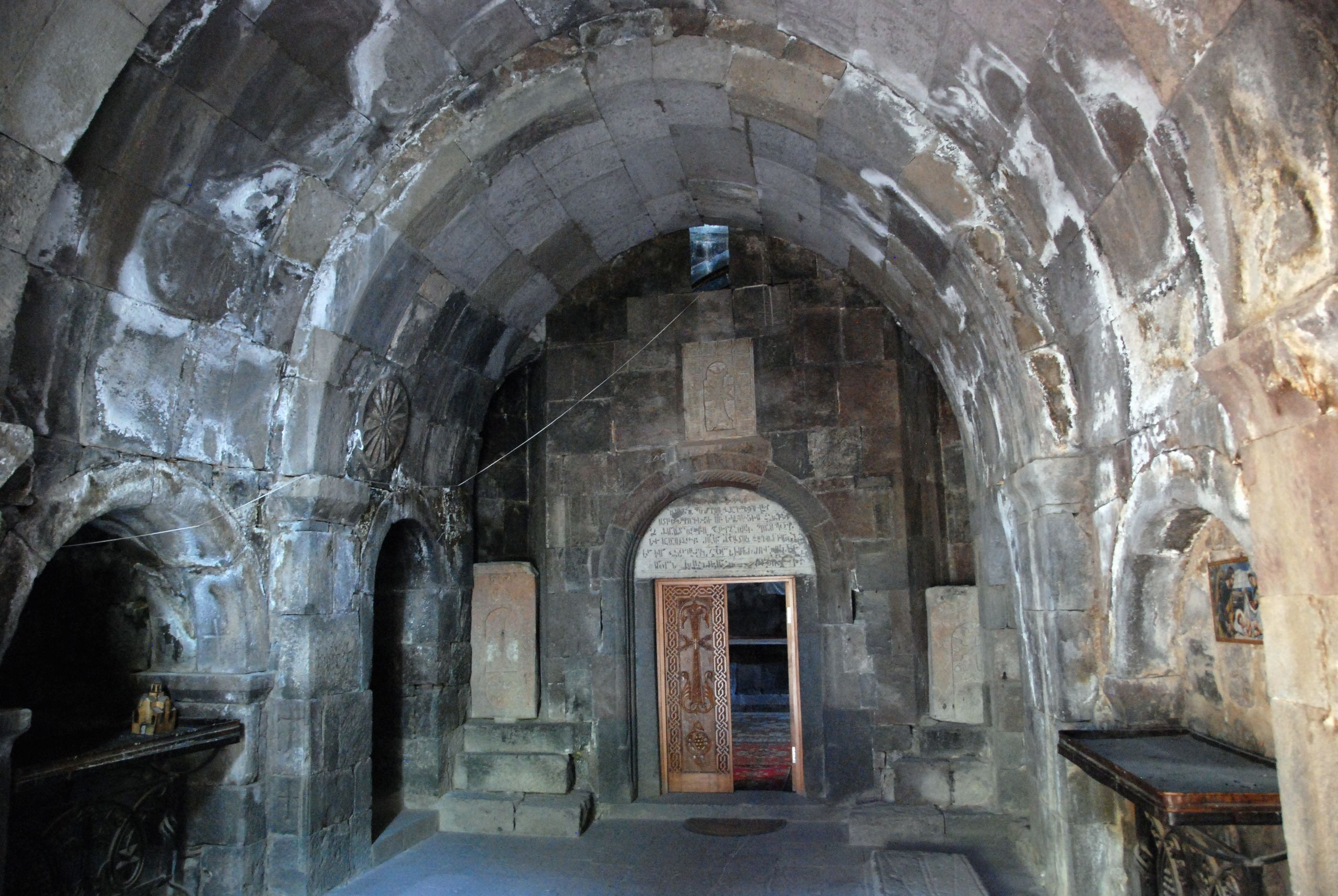
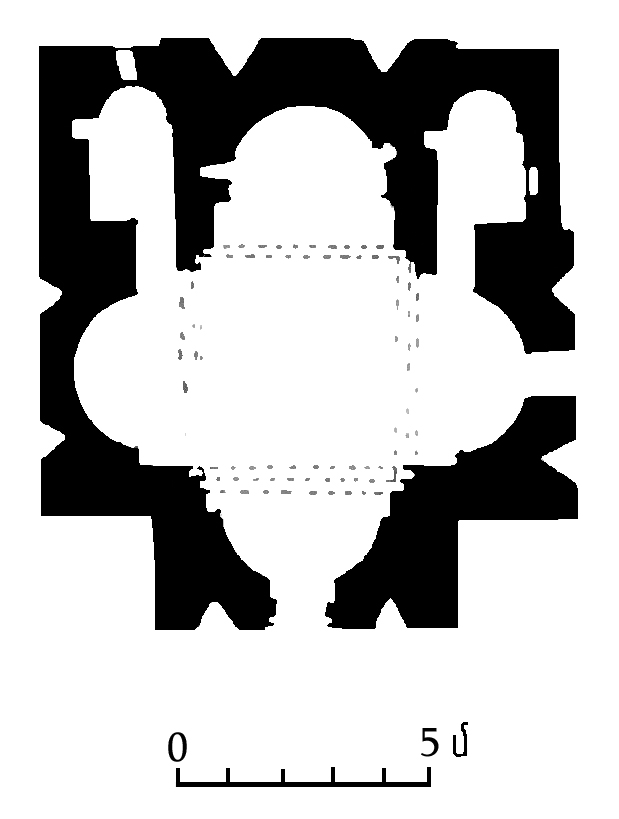